# 觉醒年代
《觉醒年代》（英語：The Awakening Age）是2021年中国大陆历史题材电视剧，导演张永新，主演张桐、和伟、侯京健、马少骅、朱刚日尧。2021年2月1日在中国中央电视台综合频道首播。《觉醒年代》是庆祝中国共产党建党100周年的献礼剧。

## 剧情
《觉醒年代》以李大钊、陈独秀、胡适等新文化运动主要发起人从相识、相知到分手，走上不同人生道路的故事为基本叙事线，时间跨度从新文化运动开始到中国共产党成立。

## 播出时间
| 频道            | 所在地   | 播映日期      | 播出时间                            | 备注             |
| --------------- | -------- | ------------- | ----------------------------------- | ---------------- |
| 央视一套        | 中国大陆 | 2021年2月1日  | 星期一至五 20:05－21:55（兩集聯播） |                  |
| 爱奇艺          | 中国大陆 | 2021年2月1日  | 星期一至五24:00更新                 |                  |
| 优酷            | 中国大陆 | 2021年2月1日  | 星期一至五24:00更新                 |                  |
| 港台電視31      | 香港     | 2021年11月7日 | 每周六周日 11:00 - 12:30            | 國劇周末影院時段 |
| 香港開電視      | 香港     |               |                                     |                  |
| 有線娛樂台      | 香港     |               |                                     |                  |
| 鳳凰衛視香港台  | 香港     | 待查          |                                     | 煲劇時間         |
| 亞洲電視OTT平台 | 香港     | 全集上架      |                                     |                  |

## 演员

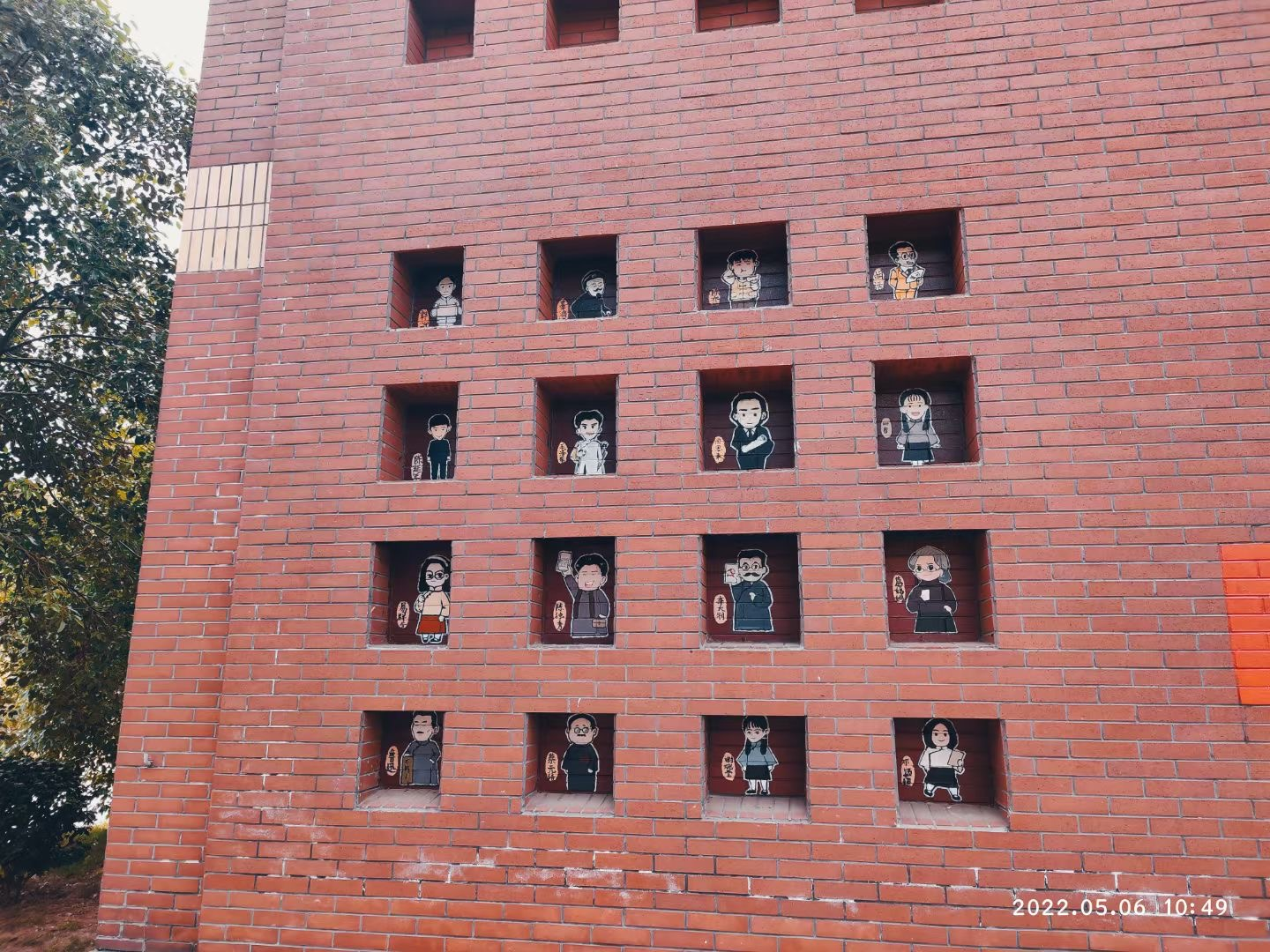
湖南科技大学内教学楼墙壁上绘制的主要角色Q版形象

### 主演
- 和伟 饰 陈独秀
- 张桐 饰 李大钊
- 侯京健 饰 毛泽东
- 马少骅 饰 蔡元培

### 配角
- 朱刚日尧 饰 胡适
- 张晚意 饰 陈延年
- 马启越 饰 陈乔年
- 林俊毅 饰 赵世炎
- 查文浩 饰 邓中夏
- 曹磊 饰 鲁迅
- 夏德俊 饰 周恩来
- 何政军 饰 顾维钧
- 徐敏 饰 汪大燮
- 尹铸胜 饰 吴炳湘
- 李桓 饰 易白沙
- 周显欣 饰 高君曼
- 杨景天 饰 陈鹤年
- 杨杏 饰 易群先
- 张思乐 饰 柳眉
- 武笑羽 饰 江冬秀
- 刘琳 饰 赵纫兰[4][5]
- 高爽 饰 郭心刚（原型郭钦光）
- 牟星 饰 白兰
- 王迪 饰 刘海威
- 侯煜 饰 葛树贵
- 沈琳珺 饰 李葆华
- 毕彦君 饰 辜鸿铭
- 史磊 饰 黄侃
- 张浩天 饰 刘师培
- 舒耀瑄 饰 林纾
- 封新天 饰 张丰载
- 张海龙 饰 陈望道
- 朱泳腾 饰 邵飘萍
- 臧金生 饰 袁世凯
- 蒋恺 饰 曹汝霖
- 迟蓬 饰 葛健豪
- 苏茂洋 饰 蔡和森
- 刘子赫 饰 何叔衡
- 郑昊 饰 董必武
- 沈凯 饰 李汉俊
- 谭洋 饰 汪孟邹
- 单瑛哲 饰 章士钊
- 黄俊鹏 饰 邹永成
- 王往 饰 高一涵
- 卢易 饰 周作人
- 李明 饰 吴稚晖
- 张露 饰 钱玄同
- 张风 饰 刘半农
- 唐旭 饰 沈尹默
- ？ 饰 夏元瑮
- 张艺文 饰 傅斯年
- ？ 饰 罗家伦
- 王乃超 饰 许德珩
- 邓炀 饰 张申府
- 卢佳 饰 邓文淑
- 曲吉 饰 马骏
- 于童 饰 刘清扬
- 张圣岳 饰 彭璜
- 朱佳奇 饰 施存统
- 岳鹏飞 饰 俞秀松
- 李乐 饰 何孟雄
- 高振宇 饰 陈公培
- 安冬 饰 谢婉莹
- 刘文治 饰 徐世昌
- 商虹 饰 钱能训
- 杨涵斌 饰 张勋
- 王泽清 饰 傅增湘
- 任学海 饰 范源濂
- 王志刚 饰 陈箓
- 姜峰 饰 陆征祥
- 言杰 饰 王正廷
- 李保民 饰 易夔龙（原型易宗夔）
- 李晓强 饰 李长泰
- ？ 饰 胡惟德
- ？ 饰 傅岳棻
- ？ 饰 屈武
- ？ 饰 维经斯基
- ？ 饰 杨明斋
- ？ 饰 马林
- ？ 饰 尼克尔斯基

## 收視率

### 中國大陸
| 中国大陆 中央电视台綜合频道 首播收视率 |              |        |          |        |           |           |           |      |
| 集數                                   | 播出日期     | CSM59  | CSM59    | CSM59  | CSM全国网 | CSM全国网 | CSM全国网 | 備註 |
| 集數                                   | 播出日期     | 收視率 | 收視份額 | 排名   | 收視率    | 收視份額  | 排名      | 備註 |
| 1-2                                    | 2021年2月1日 |        |          |        | 0.56      | 2.39      | 5         |      |
| 3-4                                    | 2021年2月2日 |        |          |        | 0.64      | 2.63      | 4         |      |
| 5-6                                    | 2021年2月3日 |        |          |        | 0.58      | 2.27      | 5         |      |
| 7-8                                    | 2021年2月5日 |        |          |        | 0.58      | 2.29      | 5         |      |
| 平均收視                               | 平均收視     |        |          | 不適用 |           |           | 不適用    |      |

1. 同时段或交叉时段主要节目：
  - CCTV-8：
  - 湖南：
  - 東方、浙江：
  - 江蘇：
  - 北京：
2. 数据由广视索福瑞提供，调查范围为四岁以上之观众。
3. 以上收视排名包括央视在内。
4. 收視最低的集數以藍色表示，收視最高的集數以紅色表示
5. 资料来源：卫视这些事儿、TV未知数

### 香港
| 週次 | 集數  | 日期                         | 電視直播收視 | 備註  |
| 1    | 1－5  | 2021年8月9日－2021年8月13日  | 0.3點        | [ 6 ] |
| 2    | 6－10 | 2021年8月16日－2021年8月20日 | 點           |       |

## 香港播放
此剧于2021年7月12日至9月8日在香港有线电视综合娱乐台逢星期一至五晚上20:30-21:30播出，香港開電視则于同年8月9日至10月6日逢星期一至五晚上18:00-19:00播出（于翌日01:30-02:30重播），港台電視31於同年11月7日至2022年1月22日星期六、日中午11:00-13:00“周末國劇影院”時段播出(2集連播)，均不設粵語配音。
由於播映權限的問題，在此劇播映期間，有線綜合娛樂台的網上轉播訊號會暫時中斷，只能透過有線電視機頂盒及部分大廈公共天線來收看。而香港開電視在播映此劇期間的網上轉播訊號則沒有中斷。

## 奖项
| 年份 | 提名者       | 奖项             | 分类             | 是否得奖 | 备注  |
| ---- | ------------ | ---------------- | ---------------- | -------- | ----- |
| 2021 | 《觉醒年代》 | 第27届上海电视节 | 最佳中国电视剧   | 提名     | [ 8 ] |
| 2021 | 张永新       | 第27届上海电视节 | 最佳导演         | 獲獎     | [ 8 ] |
| 2021 | 龙平平       | 第27届上海电视节 | 最佳编剧（原创） | 獲獎     | [ 8 ] |
| 2021 | 于和伟       | 第27届上海电视节 | 最佳男主角       | 獲獎     | [ 8 ] |
| 2021 | 马少骅       | 第27届上海电视节 | 最佳男配角       | 提名     | [ 8 ] |
| 2021 | 刘琳         | 第27届上海电视节 | 最佳女配角       | 提名     | [ 8 ] |
| 2021 |              | 第27届上海电视节 | 最佳摄影         | 提名     | [ 8 ] |
| 2021 |              | 第27届上海电视节 | 最佳美术         | 提名     | [ 8 ] |